# فرانك ك. مور
فرانك ك. مور (بالإنجليزية: Frank C. Moore)‏ هو محامي وسياسي أمريكي، ولد في 23 مارس 1896 في كندا، وتوفي في 23 أبريل 1978 في الولايات المتحدة. حزبياً، نشط في الحزب الجمهوري.